# Bazyli (Rodzianko)
Bazyli, imię świeckie Władimir Michajłowicz Rodzianko (ur. 22 maja 1915 w majątku Otrada w guberni jekaterynosławskiej, zm. 17 września 1999 w Waszyngtonie) – rosyjski biskup prawosławny.

## Życiorys
Pochodził z rodziny szlacheckiej. Jego dziadek Michaił Rodzianko był ostatnim przewodniczącym Dumy Imperium Rosyjskiego.
W wieku czterech lat wyjechał razem z rodzicami do Królestwa SHS. Ukończył I rosyjsko-serbskie gimnazjum klasyczne w Belgradzie, a następnie studia teologiczne na Uniwersytecie Belgradzkim w 1937. W latach nauki poznał metropolitę Antoniego, zwierzchnika Rosyjskiego Kościoła Prawosławnego poza granicami Rosji, oraz późniejszego świętego Jana (Maksimowicza). Znaczący wpływ na niego wywarł także serbski mnich i teolog Justyn (Popović).
Rok po ukończeniu studiów spędził w Oksfordzie, gdzie opracowywał dysertację końcową. W 1940, już po zawarciu związku małżeńskiego z Mariją Kulubajewą, przyjął święcenia kapłańskie z rąk zwierzchnika Rosyjskiego Kościoła Prawosławnego poza granicami Rosji, metropolity Anastazego. Służył w parafiach w północnej Jugosławii. W 1949 został oskarżony przez nowe władze komunistyczne o prowadzenie bezprawnej propagandy religijnej i skazany na osiem lat prac przymusowych. Dzięki wstawiennictwu arcybiskupa Canterbury został zwolniony po dwóch latach i w 1953 mógł emigrować przez Francję do Wielkiej Brytanii. W kraju tym znaczący wpływ wywarł na niego metropolita suroski Antoni. Służył w parafii Serbskiego Kościoła Prawosławnego w Londynie.
Od 1955 do 1979 prowadził rosyjskojęzyczną audycję religijną w BBC, adresowaną zarówno do słuchaczy w Europie Zachodniej, jak i w ZSRR. Od 1968 przewodził Bractwu św. Symeona i był redaktorem naczelnym pisma „Aion”.
W 1978, po śmierci małżonki, złożył wieczyste śluby mnisze, przyjmując imię zakonne Bazyli. Dwa lata później, 12 stycznia 1980, przyjął chirotonię na biskupa waszyngtońskiego, wikariusza diecezji Nowego Jorku (jurysdykcja Kościoła Prawosławnego w Ameryce). 10 listopada tego samego roku został biskupem San Francisco i Ameryki Zachodniej. W 1981 po raz pierwszy udał się do ZSRR.
W 1984 odszedł w stan spoczynku, kilkakrotnie podróżował do ZSRR i Rosji, ponownie zaczął prowadzić radiowe audycje religijne. Zmarł piętnaście lat później w Waszyngtonie i został pochowany w Londynie obok małżonki.
Miał syna Władimira.